# Pervomajskij (Oblast' di Kirov)
Pervomajskij è una cittadina della Russia europea centro-settentrionale, situata nella oblast' di Kirov.
Sorge nella parte centrale della oblast', sulle sponde del fiume Jur'ja. La cittadina è un insediamento chiuso (sigla in russo ZATO) ed è nota anche con il nome di Jur'ja-2.